# Анела Чој
Анела Чој (енгл. Anela Choy) је амерички биолошки океанограф и доцент на Институт за океанографију на Универзитету Калифорније.

## Биографија
Рођена је на Хавајима где је магистрирала океанографију 2008. и а докторирала 2013. године. Као постдокторски истраживач је радила на Институту за истраживање акваријума у заливу Монтереј од 2015. до 2017. Члан је Друштва за унапређење Чикано/Хиспаноамериканца и Индијанаца у науци и заговорник жена у науци. Најпознатија је по свом открићу да желуци дубокоморских риба који живе на просечној дубини од 1.000 ft (170 fathoms) садрже чепове за флаше, кесе за смеће и микропластику. Предводила је тим који је дизајнирао уређај на даљинско управљање који је пуштен у залив Монтереј да прати контаминацију микропластике. Године 2018. је освојила награду Лореал Унеска за жене у науци за свој рад који се фокусира на то како људска активност као што су риболов и загађење пластиком обликују дубоку океанску мрежу хране. Године 2021. је добила Sloan Fellowship као истраживач на почетку каријере. Основала је Чој лабораторију где је и главни истраживач.